# John Hughlings Jackson
John Hughling Jackson (ur. 4 kwietnia 1835, zm. 7 października 1911) – angielski lekarz, pionier w dziedzinie neurologii.

## Życiorys
Był wykładowcą patologii i fizjologii w London Hospital. W 1859 został lekarzem w szpitalu dla chorych na padaczkę i osób sparaliżowanych. Jest odkrywcą padaczki objawowej, która występuje w stanie świadomości i dotyczy tylko kilku grup mięśni – tzw. napady Jacksonowskie. Stworzył także teorię ewolucji psychicznych.